# TJ Baník Kalinovo
TJ Baník Kalinovo là một câu lạc bộ bóng đá Slovakia, đến từ thị trấn Kalinovo. Câu lạc bộ được thành lập năm -.

## Màu sắc và huy hiệu
Màu sắc là xanh lá cây và trắng hoặc đỏ-xanh dương.